# Gmina Szczucin
Die Gmina Szczucin ist eine Stadt-und-Land-Gemeinde im Powiat Dąbrowski der Woiwodschaft Kleinpolen in Polen. Ihr Sitz ist die gleichnamige Stadt mit etwa 4150 Einwohnern.

## Gliederung
Zur Stadt-und-Land-Gemeinde (gmina miejsko-wiejska) gehören neben der Stadt Szczucin folgende Dörfer:
Borki
Brzezówka
Budy
Bukowiec
Czajków
Czekaj
Czołnów
Dąbrowica
Delastowice
Deszczysko
Gęsica
Głodówka
Hannów
Kąty
Kępa
Knieje
Kocielina
Kolonia
Królówka
Laskówka Delastowska
Lechówka
Lipowa
Lubasz
Łabuzówka
Łąki
Łęka Szczucińska
Łęka Żabiecka
Ługi
Maniów
Maniów Dolny
Maniów Górny
Maniów Środkowy
Nowa Wieś
Okop
Olszyna
Orczki
Podebreń
Podgórze
Podkościele
Podlesie
Podlubasie
Podmałec
Podradwanie
Podwale
Radwan
Rędzina
Różnica
Ruda
Ruszkowa
Rynek
Skrzynka
Słupiec
Stara Wieś
Suchy Grunt
Szczucin
Świdrówka
Ugodów
W Polach
Wieżyce
Wiktorów
Wola Szczucińska
Za Brniem
Zabrnie
Zachmielnie
Zagórcze
Zakępie
Zalesie
Załuże
Zamysowie
Zielona

## Verkehr
Die Droga krajowa 73 führt durch die Gemeinde. Der Bahnhof Szczucin koło Tarnowa war Endbahnhof der Bahnstrecke Tarnów–Szczucin, an der auch der Haltepunkt Delastowice lag.